# Calesia karschi
Calesia karschi är en fjärilsart som beskrevs av Max Bartel 1903. Calesia karschi ingår i släktet Calesia och familjen nattflyn. Inga underarter finns listade i Catalogue of Life.